# Zygotritonia
Zygotritonia é um género botânico pertencente à família Iridaceae.